# Трансгуманизм

Символ трансгуманизма

Трансгумани́зм (от лат. trans — предлог, обозначающий переход, изменение и homo — «человек») — общественный строй, политическая позиция и философская концепция, продвигающие использование достижений науки и технологии для улучшения умственных и физических возможностей человека с целью устранения тех аспектов человеческого существования, которые трансгуманисты считают нежелательными — страданий, болезней, старения и смерти. Трансгуманисты изучают возможности и последствия применения таких технологий, опасности и преимущества их использования, рассматривая в том числе идею конвергенции биологических, информационных, познавательных и нанотехнологий.

## История
Идеи в форме желаний или мнений, которые сегодня могут быть истолкованы как трансгуманистические, присутствовали в человеческой культуре на протяжении всей истории.
Впервые слово «transhumane» использовал Данте Алигьери в «Божественной комедии» (1312), но в современном смысле это слово встречается впервые только у биолога-эволюциониста Джулиана Хаксли в его работе «Религия без откровения» (1927). В духе своей эпохи, ознаменованной, в частности, проникновением методов естественных наук в биологию, становлением генетики как самостоятельного научного направления и началом освобождения повседневной жизни людей от влияния религии, Хаксли представлял «трансгуманизм» как новую идеологию, «веру» для человечества, входящего в новую волну научно-технической революции. Близкие к Хаксли взгляды в это же время развивал генетик Джон Холдейн , физик Джон Десмонд Бернал и популяризировал писатель-фантаст Олаф Стэплдон. Крах надежд на появление реальных способов радикального изменения биологической природы человека быстро привёл к угасанию широкого интереса к идеям в этой области.
Первым на практике к перспективе усиления возможностей разума человека с помощью специальных устройств, разработанных на научной основе, подошёл русский изобретатель С. Н. Корсаков (1787—1853). В конце XIX века о дальнейшей эволюции человечества через преодоление ограничений человеческого тела, как о желанной перспективе, говорили, в частности, Фрэнсис Уиллард и Николай Фёдоров.
Современная волна научно-технической революции возрождает интерес к идеям трансгуманизма. Хаксли обращается к этой теме в 1957 году. (Этот год принято считать датой официального рождения термина «трансгуманизм».) В 1962 году выходят в свет работы Роберта Эттингера и Эвана Купера, положившие начало становлению крионики как практической области деятельности. В 1972 году Эттингер расширяет эти идеи в более широком трансгуманистическом контексте.
С 1966 года активно продвигает трансгуманистические идеи ирано-американский футуролог ФМ-2030 (Ферейдун М. Эсфендиари). Ему принадлежит определение трансгуманистов как людей, имеющих особое мировоззрение и направленных на самосовершенствование стиля жизни; людей, которые используют современные достижения науки и техники для перехода к «постчеловеческой» форме существования. Ряд его книг содержит размышления о различных аспектах предполагаемого будущего, что выливается в его собственную концепцию трансгуманизма, изложенную им в 1989 году.
Как идеи Р. Эттингера, так и ФМ-2030 были ориентированы на практическое воплощение, однако не получили широкой поддержки в обществе.
Значительное влияние на следующую волну в истории трансгуманизма оказали, в частности, концепции Тоффлера о футурошоке (1970), Тьюринга и фон Неймана о перспективах «мыслящих машин» (1950), которые впоследствии легли в основу идеи о технологической сингулярности, Фейнмана и Дрехлера о молекулярном производстве (1960, 1985) и принятии решений о неопределённости.
Одно из первых определений трансгуманизма ввёл философ Макс Мор.
В 1998 году философы Ник Бостром и Дэвид Пирс основали Всемирную ассоциацию трансгуманистов.
На промежуточных выборах в США в 2014 году Габриэль Ротблатт был первым трансгуманистом, который баллотировался в Конгресс США.
В октябре 2014 года Золтан Иштван (автор книги «The Transhumanist Wager») анонсировал свой план по созданию Трансгуманистической партии в США и заявил, что планирует баллотироваться в президенты США на выборах 2016 года.
В начале 2015 года началось формирование трансгуманистических партий в Европе и остальном мире. В данном контексте трансгуманизм — международное движение, провозглашающее, что с помощью научно-технического прогресса удастся добиться фундаментальных изменений в человеке: значительно увеличить его умственные, физические и психологические возможности, ликвидировать старение, достичь бессмертия.

## Основные цели и задачи трансгуманизма
Главной целью трансгуманизма является бесконечное совершенствование человека, основанное на новейших достижениях научно-технического развития. Для достижения этой цели трансгуманизм предлагает:
- всячески поддерживать техническое развитие;
- изучать достижения науки и техники, вовремя предотвращать опасности и нравственные проблемы, которые могут сопутствовать внедрению этих достижений;
- расширять свободу каждого отдельно взятого человека, используя научно-технические достижения;
- как можно более отдалить, а в идеале — отменить старение и смерть человека, дать ему право самому решать, когда умирать и умирать ли вообще;
- радикально уменьшить страдания и увеличить уровень счастья человека и (по мнению ряда трансгуманистов) других животных;
- противостоять учениям и организациям, имеющим цели, противоположные идеям трансгуманизма — энвайронментализм в фанатичной форме (отказ от технического развития, «возвращение к природе»), религиозный фундаментализм, традиционализм и прочие формы идеологий антимодернизма и антипрогрессизма,
- противостоять государственным инициативам, ограничивающим передовые научные исследования и запрещающим использование отдельных новейших технологий (запреты на клонирование человека, психотропные препараты, эмбриональные стволовые клетки).

Трансгуманисты поддерживают разработку новых технологий; особенно перспективными они считают нанотехнологию, биотехнологию, информационные технологии, разработки в области искусственного интеллекта, загрузки сознания в память компьютера и крионику.
Многие трансгуманисты (в частности, Рэймонд Курцвейл) считают, что непрерывно ускоряющееся техническое развитие уже к 2050-м годам позволит создать постчеловека, способности которого будут принципиально отличаться от способностей современных людей. Особенно в этом помогут генная инженерия, молекулярная нанотехнология, создание нейропротезов и прямых сопряжений «компьютер—мозг».

## Технологии
Технологии улучшения человека — технологии, которые могут быть использованы не просто как восполняющие потребности людей с инвалидностью, но также могут вывести способности и возможности человека на новый, недосягаемый ранее уровень.

### Существующие технологии
- Искусственные органы
- Нейропротезирование
  - Выращивание органов (раздел восстановительной медицины)
- Клонирование
  - Протезирование
- Репродуктивные технологии:
  - Преимплантационная генетическая диагностика и отбор эмбрионов
- Нейрокомпьютерный интерфейс
- Биохакинг — новое направление, основанное на использовании известных биоактивных веществ для качественного улучшения всех морфо-функциональных характеристик организма
- Допинг
  - Ноотропы
  - Вещества, улучшающие производительность[англ.]
- Средства для борьбы против страданий
  - Анксиолитики (средства против страхов и тревожности, уже сегодня допускают долговременное использование, хотя возможны побочные эффекты и зависимость)
  - Анальгетики (средства против боли, уже сегодня допускают долговременное использование, хотя возможны побочные эффекты и зависимость)
  - Энтактогены (мощные кратковременные средства подавления любых негативных чувств, иногда также приводящие к долгосрочным улучшениям психического здоровья)
  - Антидепрессанты (средства против депрессии и пониженного настроения, обычно предполагают долговременное использование)
  - Адаптогены (фармакологическая группа препаратов природного или искусственного происхождения, способных повышать неспецифическую сопротивляемость организма к широкому спектру вредных воздействий физической, химической и биологической природы)
  - Психопрактика (достижение определённых свойств/состояний сознания путём воздействия на психику)
- Пластическая хирургия
- Экзоскелет

### Ожидаемые технологии
- Долгосрочные и безвредные средства подавления страданий и увеличения счастья (например, более совершенные энтактогены и антидепрессанты)
- Генная инженерия человека
- Загрузка сознания (технология необходима для полного превращения человека в электромеханическое существо)
- Экзокортекс
- Изолированный мозг (технология необходима для превращения человека в киборга с человеческим мозгом и электромеханическими прочими компонентами)
- Крионика (восстановление после размораживания).
- Препараты против старения.

## Критика
Разнообразие взглядов внутри самого́ трансгуманистического сообщества не позволяет адресовать доводы его противников ко всем существующим сценариям постчеловеческого будущего. Фактически симпатии некоторых групп трансгуманистов к «мягким» вариантам трансгуманизма является скрытой критикой его радикальных вариантов.

### Соотношение гуманизма, трансгуманизма и постгуманизма
Для большинства трансгуманистов и сочувствующих этим взглядам лиц их убеждения неотличимы от гуманизма. Как ясно показал Э. Юдковски, при некоторых допущениях убеждения трансгуманистов превращаются в классическую форму гуманизма: там, где приверженцы классического гуманизма видят сложные моральные дилеммы, возникающие в силу ограниченности наших возможностей и доступных ресурсов, сторонники трансгуманистических взглядов предполагают скорый прогресс технологий до уровня, достаточного для разрешения существующих проблем. Таким образом, в большинстве случаев там, где классический гуманизм ставит человека перед моральным выбором, трансгуманизм предлагает всячески способствовать технологическому прогрессу.
Расхождения гуманизма и трансгуманизма существуют и концентрируются вокруг двух проблем:
- Поскольку постчеловек не является некой законченной формой — под этим термином понимается непрерывно совершенствующееся существо, в которое превратится современный человек — существует реальная возможность добавить к существующим в обществе формам неравенства между людьми новые, не существовавшие ранее.
- Трансгуманисты не только допускают возможность создания искусственных существ, превосходящих человека, но и стремятся к этому.

Предметом дискуссий остаётся вопрос, является ли трансгуманизм ветвью постгуманизма. Большинство авторов склоняются к тому, чтобы рассматривать трансгуманизм как радикальную форму гуманизма.

### Критика с гуманистических позиций
Идея и реальные перспективы практического вмешательства в природу человека вызвали множество споров и дискуссий. Ряд авторов склоняются к полному отрицанию трансгуманистического мировоззрения.
Наиболее системный критический довод против трансгуманизма заключается в концепции расчеловечивания (dehumanizatio) — постепенной утраты человеком своей видовой, сексуальной, социальной и духовной самоидентификации ещё до практического вмешательства в природу собственного тела, уже в ходе размышления над самой возможностью этого. С этим согласны Станислав Лем и Владимир Кутырёв.
Другой широко известный обобщающий довод против трансгуманизма формулировал, к примеру, Фрэнсис Фукуяма, назвавший его «самой опасной идеей в мире» на том основании, что это попытка вступить в бесконечную гонку самоулучшений с недостижимым (по его мнению, по причине постоянной конкуренции с другими индивидами) призом и непредсказуемыми побочными эффектами.
Фактором, неизменно присутствующим на заднем плане любой дискуссии сторонников и противников трансгуманизма, является недостаток практического результата — ориентация на больший, чем сейчас, уровень прогресса и умозрительная прогностичность. Как замечает философ науки, сотрудник французского Комиссариата по атомной энергии и альтернативным источникам энергии Алексей Гринбаум: «Ошибочно полагать, что мы можем предсказать, какими будут технологии через 50 или 100 лет. Трансгуманисты преодолевают эту неопределенность с помощью ритуальной практики: совершая определённые технические действия, они верят, что завороженное будущее, в котором их фантазии о технике станут реальностью, не забудет их вознаградить». Наиболее ярко этот фактор проявляет себя в дискуссиях вокруг крионики. Тем не менее, например, уже начала развиваться киборгизация.

### Критика с позициипостгуманизма
Центральным тезисом современной формы постгуманизма является принятие равенства Человека, Природы и Общества как трёх совместно эволюционирующих сущностей[нужна атрибуция мнения]. С этих позиций большая часть течений трансгуманизма рассматриваются как ущербные на том основании, что в них эволюция Человека рассматривается обособленно.

### Критика с позицииэкзистенциальной психологии
Большинство трансгуманистов отрицают ценность смерти в человеческой жизни. Так, например, Вазовская И. Н.[кто?] пишет, что концепция смерти играет значительную роль в реализации человеком своих сил, способностей, ресурсов, поэтому этот феномен необходимо учитывать в процессе обсуждения проблемы смысла жизни. Здесь обязательно должно быть определено отношение человека к смерти и принятие им того факта, что жизнь и смерть — это единое целое. Важность человека как самоценной индивидуальности определяется тем, как относятся к смерти в обществе.
Малинов В. В.[кто?] развивает мысль дальше, указывая: «Нельзя толковать смерть как „симптом“ болезни старения — это биологически абсурдно. Старение и смерть являются естественными конечными результатами жизни многоклеточных организмов, а даже в физическом ракурсе — это неизбежный результат термодинамики. Мы способны задерживать естественный процесс, но не избегать его. В экзистенциальном смысле возникает очевидная проблема обесценивания жизни. Да и истинное бессмертие невыносимо для любого разумного существа в условиях конечной планеты, ресурсов, впечатлений (возможно, даже, Вселенной). Для длительного существа избыток существования создаёт пресыщение от реальности. Такому существу ничего не будет ново и интересно. Он посмотрел все фильмы, прочитал все книги, попробовал все роли… Избавиться от смерти — значит лишить человечество равенства».

### Критика с социальной позиции
Широко пропагандируемое трансгуманистами в обществе нетерпеливое ожидание новых технологий зачастую наталкивается на пессимистическое ожидание того, что технологии совершенствования человека, по крайней мере на начальном этапе, лишь усилят существующее неравноправие между людьми в социуме и нациями в мире, рождая новые, более жёсткие, чем до сих пор известные, формы такого неравенства. Трансгуманизм не решает проблему неравенства и добавляет его новые формы. Малинов В. В.[кто?] пишет, что появление «чудо-вакцин» или «когнитивных наркотиков» хорошо лишь для тех, кто может их себе позволить.

## Течения в трансгуманизме

### Аболиционизм (гедонистический трансгуманизм)
Этическая идеология, основанная на убеждённости в необходимости использования технологии для прекращения непреднамеренных страданий всех чувствующих существ. Основана на этической философии гедонизма и утилитаризма. В отличие от большинства трансгуманистов, делающих акцент на увеличении способностей человека, аболиционизм считает центральной задачей подавление страданий и максимизацию счастья (его интенсивности и продолжительности) всех существ. Другие задачи трансгуманизма, такие как продление жизни, аболиционизм считает лишь средствами для увеличения суммарного счастья, получаемого человеком или иными существами. Для борьбы со страданиями аболиционисты (наиболее известен из которых Дэвид Пирс) считают допустимыми любые средства от несовершенных современных психотропных препаратов до радикальной модификации мозга. На своих сайтах, таких как Opioids.com, MDMA.net, Пирс отстаивает точку зрения, что даже запрещённые сегодня психоактивные вещества могли бы при разумном использовании существенно повысить качество жизни людей.

### Коммунистический трансгуманизм
Коммунистический трансгуманизм или технокоммунизм — философско-футурологическая концепция перехода к эгалитарному общественному строю посредством развития перспективных технологий. Под этим термином понимают также и сам гипотетический строй, при котором все используемые людьми искусственные материальные объекты (вещи, сооружения, пища и т. д.) создаются полностью автоматизированной технической средой, в которой живут люди, без физического участия человека (без «труда») на основании информации (программ-образов вещей), которая является общим достоянием всего человечества.
В отличие от марксистского учения, которое непременным условием перехода к социализму (коммунизму) ставит социальную революцию, разработчики теории технокоммунизма не считают её необходимым условием, предпочитая «техническое решение проблемы».
Предпосылками возникновения концепции послужили быстрые темпы научно-технической революции и надежды с её помощью решить противоречие между трудом и капиталом.

### Либертарианский трансгуманизм
Либертарианский или анархический трансгуманизм — политическая идеология, объединяющая либертарианство и трансгуманизм.
Исследователи, называющие себя либертарианскими трансгуманистами (Рональд Бейли из Reason magazine и Гленн Рейнольдс из Instapundit) выступают в защиту права на расширение человеческих возможностей. По их мнению, свободный рынок — лучший гарант этого права, так как даёт большую личную свободу и процветание, по сравнению с другими экономическими системами.
Либертарианские трансгуманисты полагают, что принцип самособственности (self-ownership) — фундаментальная идея, объединяющая либертарианство и трансгуманизм. Другие принципы, такие как разумный эгоизм и рациональное отношение к новым технологиям, позволят, по их мнению, достигнуть существенного расширения свобод человека. Благодаря этому станет возможным построить государство, характеризующееся полным физическим, интеллектуальным и социальным благосостоянием, а не просто отсутствием болезней и нищеты.
Как непримиримые защитники гражданских прав, либертарианские трансгуманисты считают, что любая попытка ограничить право на расширение возможностей собственного тела является нарушением гражданских прав и свобод. Одновременно с этим либертарианские трансгуманисты выступают против вмешательства государства в эту область, так как, по их мнению, любое вмешательство государства такого рода ограничивает возможность их выбора.

### Постгендеризм
Постгендеризм — социальная философия, которая стремится к добровольному устранению гендера у людей посредством применения передовых биотехнологий и вспомогательных репродуктивных технологий.

### Техногайянизм
Техногайянизм (от «techno-» — технология и «gaian» — Гея) — одно из течений защитников природы и трансгуманизма. Техногайянисты также утверждают[кто?], что создание чистых и безопасных технологий — важная цель всех защитников окружающей среды.
Техногайянисты считают[кто?], что технологии со временем становятся чище и эффективнее. Более того, такие отрасли как нанотехнология и биотехнология могут дать средства полного восстановления окружающей среды. Например, молекулярная нанотехнология позволит преобразовать скопившийся на свалках мусор в полезные материалы и продукты, биотехнология позволит создать специальные микробы, питающиеся отходами производств.
По мнению техногайянистов, человечество в настоящее время в тупике, и единственный путь для развития человеческой цивилизации — принять принципы техногайянизма и ограничить эксплуатацию природных ресурсов. Только наука и техника позволят человечеству выйти из этого тупика в стабильно прогрессивное развитие и избежать катастрофических последствий глобальных рисков.

### Трансгресивный трансгуманизм
Ответвление трансгуманизма, превыше всего ставящее биоморфическую свободу. Трансгрессивные трансгуманисты считают возможность изменять своё тело и как следствие, приблизиться к субъективному идеалу — самому важному из возможных достижений трансгуманизма. Личное бессмертие для трансгрессивного трансгуманиста является не основным, а побочным явлением. Главная цель — достижение биоморфического, кинестетического и субъективного идеала путём самоизменения.

## Исследования философии трансгуманизма
Ряд научных организаций и специалистов занимаются исследованиями в русле философии трансгуманизма. Европейским центром исследований в этом направлении является Оксфордский университет, в США таковым является Университет штата Аризона.

### Спорные вопросы в рамках трансгуманизма
Несмотря на наличие общей магистральной задачи (совершенствование человека техническими средствами), среди трансгуманистов есть серьёзные разногласия по поводу ряда фундаментальных вопросов. На сегодняшний день ряд этих вопросов можно назвать чисто философскими, но по мере развития науки они вполне могут привести и к инженерным проблемам.

#### Допустимые пределы киборгизации мозга
Большинство трансгуманистов поддерживают идею создания искусственных органов и замену большей части человеческого тела приборами, допускающими при неисправности ремонт и замену. Но более сложен вопрос о киборгизации мозга, а тем более — о полной замене его искусственной системой. Сегодня наука не знает, какая именно подсистема мозга строго соответствует человеческому сознанию (является нейрокоррелятом сознания) и какие искусственные манипуляции с этой системой можно считать допустимыми. Наиболее радикальные трансгуманисты считают, что сознание имеет чисто информационную природу (функционализм и родственные ему теории сознания), а потому может быть просто скопировано на цифровое устройство. Более умеренные трансгуманисты считают необходимым сохранение самой физической структуры нейрокоррелята сознания, так как именно она отвечает за наше «я» (теория тождества и некоторые квантовые теории сознания). С их точки зрения, копирование информации мозга на новый носитель создаст лишь копию исходного человека, а вовсе не «переселит» его туда. Хотя если искусственный интеллект скопирует модель принятия решений, а воспоминания будут сохранены на жёсткий диск, это приблизит на пару шагов создание рабочего прототипа. По-видимому, этот вопрос не может быть научно решён до тех пор, пока не будет построена подлинно научная, а не чисто философская, теория феноменального сознания (решающая, в том числе, трудную проблему Дэвида Чалмерса).

#### Конечная цель трансгуманизма
Среди трансгуманистов нет единого мнения относительно финальной (терминальной) цели трансгуманистической трансформации человека. Разными представителями движения в качестве таких целей, как правило, выдвигаются следующие:
- Прогресс ради прогресса. Модифицируя природу, человек выступает в качестве эволюционного фактора и таким образом выполняет свою «вселенскую миссию». Финальная цель эволюции неизвестна, и вопрос о ней, возможно, некорректен.
- Максимизация счастья человека и других существ. Эта цель основана на философии гедонизма и утилитаризма. Её приверженцы называют себя аболиционистами (гедонистическими трансгуманистами). В далёком пределе возможно превращение Земли, а затем и прочей материи во вселенной в гигантский сверхорганизм (утилитрониум), оптимизированный под постоянное получение огромного удовольствия. При этом, возможно, дальнейший прогресс будет не нужен (так как в утилитаризме является лишь инструментальной ценностью)
- Максимизация разума во вселенной. Разум и познание самоценны, а человек — продукт вселенной, способный сделать её разумной. В далёком пределе возможно превращение Земли, а затем и прочей материи в гигантский познающий и вычисляющий сверхорганизм (компьютрониум).

#### Перспективы будущего объединения разных организмов в одно сверхсущество
На эту тему можно выделить три основных вопроса:
- Возможно ли безопасное объединение множества существ в одно сверхсущество (при котором не произойдёт смерти исходных личностей)? Этот вопрос, как и вопрос о пределах киборгизации мозга, требует для своего решения построения научной теории сознания. Единственный факт, который в этом вопросе уже можно считать научно доказанным — это недостаточность простого соединения нервной ткани для полноценного объединения личностей. Наиболее яркий пример тому — случай Татьяны и Кристы Хоган — сиамских близнецов с объединённым мозгом, способных передавать друг другу мысли, но имеющих самостоятельные личности (по крайней мере, с клинической точки зрения).
- Желательно ли объединение множества существ в одно сверхсущество? Этот вопрос тесно связан с вопросами безопасности объединения и финальных целей трансгуманизма.
- Закономерно (неизбежно) ли объединение множества существ в одно сверхсущество? Этот вопрос отличается от предыдущего, так как ход эволюции не обязательно будет следовать нашим желаниям. Например, трансгуманистами обсуждаются концепции компьютрониума (высказана Ником Бостромом) и утилитрониума (высказана Дэвидом Пирсом) — сверхсуществ, оптимизированных, соответственно, под максимально быстрые вычисления и под получение максимально возможного удовольствия, и ради реализации этой цели уничтожающие всех остальных существ на Земле и во Вселенной. В результате такой катастрофы, несмотря на смерть почти всех существ, финальная цель трансгуманизма (когнитивная или гедонистическая) будет выполнена. Вселенная окажется максимально оптимизированной либо под самопознание, либо под получение удовольствия. Парадокс, но во втором случае данное событие будет даже этически оправданным: с точки зрения утилитаризма предпочтительно существование одного предельного счастливого существа, нежели множества существ, суммарное счастье которых ниже.